# Iris acutiloba
Iris acutiloba C.A.Mey. är en irisväxt som ingår i släktet irisar, och familjen irisväxter.

## Underarter
- Iris acutiloba ssp. lineolata (Trautv.) B.Mathew & Wendelbo, (1975)
- Iris acutiloba ssp. longitepala B.Mathew & Zarrei, (2009)
- Iris acutiloba var. schelkownicowii Fomin (1904)

## Habitat
Från sydöstra Turkiet och österut till Iran.

## Etymologi
- Släktnamnet Iris är grekiska och betyder regnbåge.
- Artepitetet acutiloba härleds från — — —

## Bilder

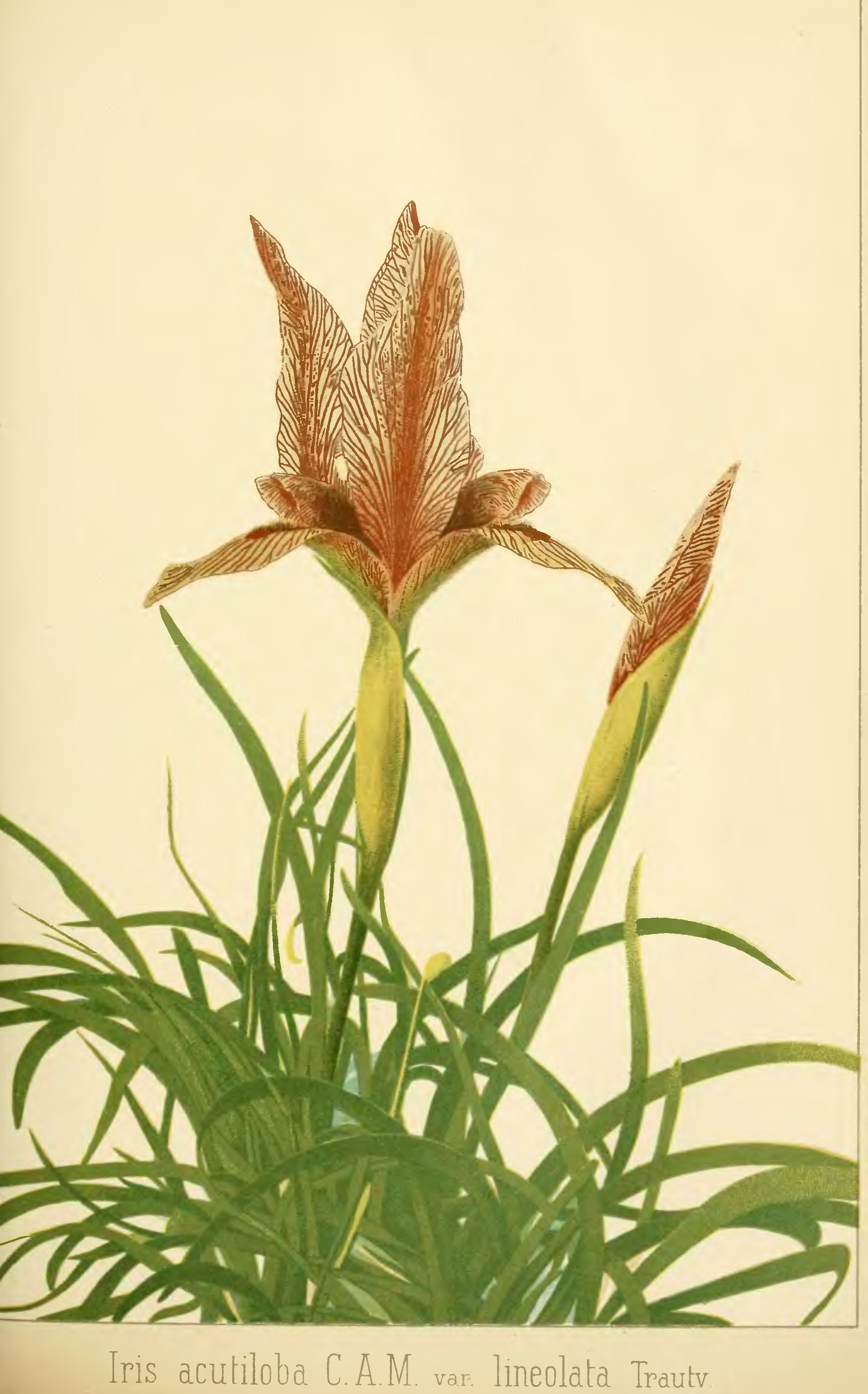
Iris acutiloba var. lineolata
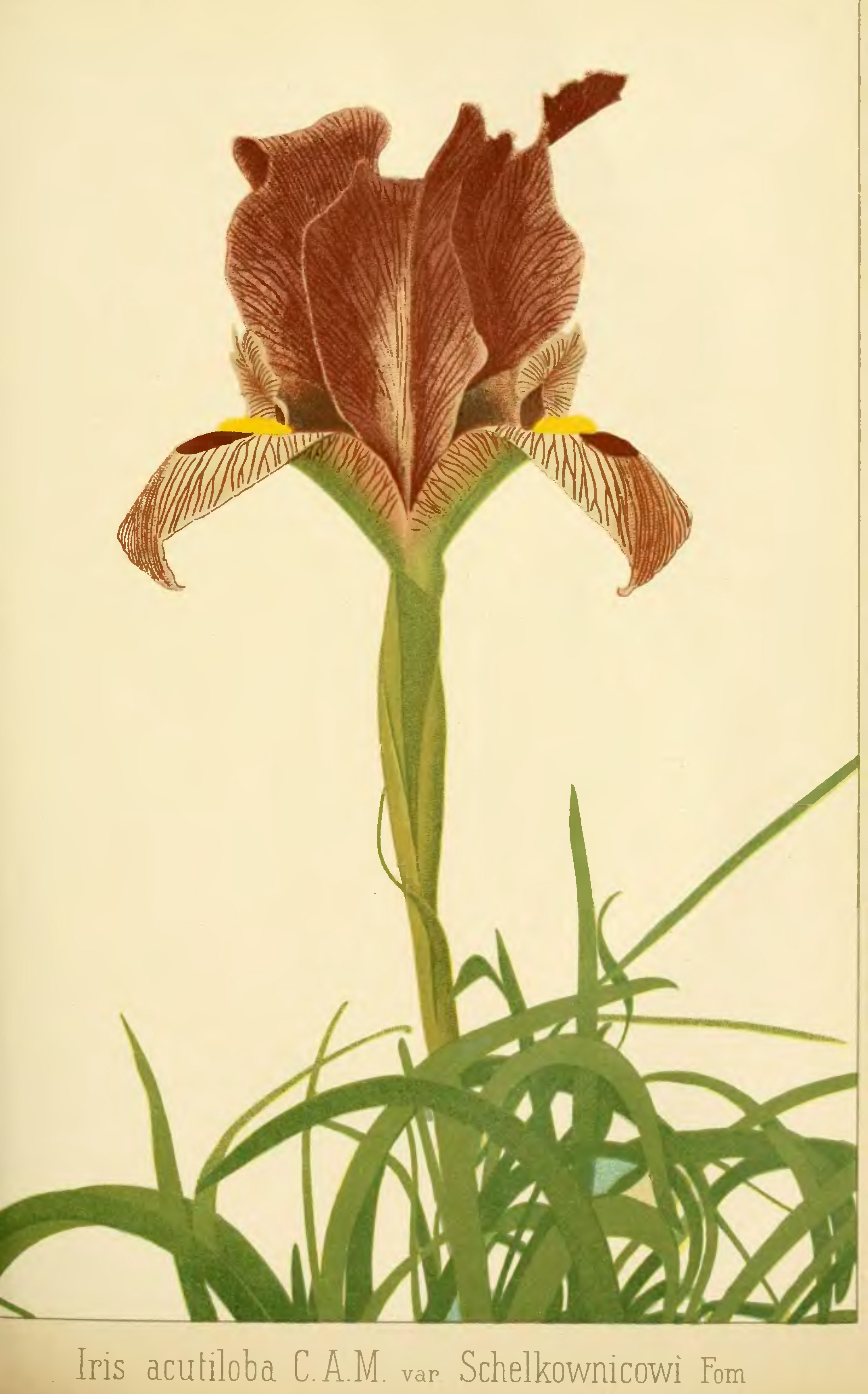
Iris acutiloba var. schelkow- nicowi
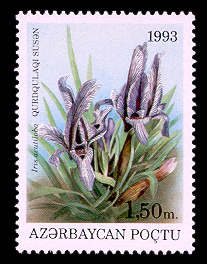
Frimärke från Azerbajdzjan. 1993